# سان مارتین د هیدالگو
سان مارتین د هیدالگو (به اسپانیایی: San Martín Hidalgo) یک منطقهٔ مسکونی در مکزیک است که در خالیسکو واقع شده‌است. سان مارتین د هیدالگو ۳۲۴٫۵۷ کیلومتر مربع مساحت و ۲۷٬۷۷۷ نفر جمعیت دارد و ۱٬۳۰۹ متر بالاتر از سطح دریا واقع شده‌است.

## خواهرخوانده
شهر مورگان هیل، کالیفرنیا خواهرخواندهٔ سان مارتین د هیدالگو هست.